# Kranskop
Kranskop est une petite ville d'Afrique du Sud située dans la vallée du fleuve Tugela, dans la région du KwaZulu-Natal.
Elle a été fondée en 1894, et était appelé à l'époque Hopetown.